# Lechosław Fularski
Lechosław Fularski (ur. 30 maja 1921 w Sosnowcu, zm. 19 sierpnia 2007 w Łodzi) – mgr inż. mechanik, projektant malarni i galwanizerni, krajoznawca, turysta górski, historyk turystyki górskiej, działacz turystyczny w strukturach Polskiego Towarzystwa Turystyczno-Krajoznawczego (PTTK).

## Życiorys
Syn Adama Fularskiego – inżyniera odlewnika, twórcy Wydz. Odlewniczego i jego pierwszego kierownika w Szkole Rzemiosł Towarzystwa Salezjańskiego w Łodzi – i Władysławy z domu Koźlik. Żonaty z Bronisławą Wandą z domu Gołębiowską, prawnikiem, też działaczem turystycznym, współzałożycielką Klubu Turystów Górskich „Kosówka”. Syn Tomasz Adam (ur. 1957).

### Nauka
Przed wojną uczył się w prywatnym Gimnazjum Męskim Aleksego Zimowskiego w Łodzi oraz w Państwowym Gimnazjum im. S. Żeromskiego w Łodzi. Maturę uzyskał w r. 1939 w I Państwowym Liceum i Gimnazjum im. M. Kopernika.
W czasie wojny zatrzymany w maju 1940 r. podczas akcji łódzkiego gestapo przeciwko łódzkiej młodzieży. Osadzony w więzieniu na Radogoszczu, przebywał tam ok. 10 dni i został wywieziony do obozu koncentracyjnego Dachau (nr obozowy 11925). Zwolniony w 1941 r., powrócił do Łodzi.
Po wojnie ukończył studia wyższe na Wydziale Mechanicznym Politechniki Łódzkiej uzyskując tytuł mgr. inż. mechanika (1950).

### Praca zawodowa
W latach 1941–1945 (po powrocie z KL Dachau) pracował jako kreślarz i technik w biurze technologicznym w fabryce Aparatów Elektrycznych „Imass” (później ZAE „Ema-Elester”).
Po wojnie, w latach 1946–1954 pracował jako młodszy asystent, a następnie starszy asystent w Katedrze Części Maszyn Politechniki Łódzkiej, równocześnie w latach 1949–1950 był nauczycielem w Państwowej Szkole Techniczno-Przemysłowej w Zduńskiej Woli.
Od 1950 starszy projektant, potem kolejno: kierownik Pracowni Technologicznej i Konstrukcyjnej, przewodniczący Rady Technologicznej, główny specjalista do spraw powłok ochronnych, zastępca dyrektora pionu powłok ochronnych w Biurze Projektów Zakładu Przemysłu Maszynowego „Prozamet”. W latach 1965–1970 zastępca dyrektora do spraw technicznych w Biurze Projektowania Urządzeń Technologicznych „Protech”. W latach 1970–1972 główny specjalista do spraw powłok malarskich. Do 1981 główny specjalista do spraw powłok malarskich w Zakładzie Projektowania i Konstrukcji Galwanizerni i Lakierni w Wieluniu ZUGiL.
Zorganizował i prowadził pierwszą w kraju pracownię projektowania malarni (1950) i galwanizerni (1951) oraz pracowni konstrukcyjnej urządzeń branży powłok ochronnych (1952). Zaprojektował wiele malarni, w tym pierwszą w kraju zmechanizowaną malarnię kabin kierowcy polskiego samochodu Star w FSC w Starachowicach (1951–1952). Koordynował realizację prototypowej krajowej linii malowania elektroforycznego („Pafal” Świdnica 1972–1973). W latach 1987–1989 kierownik pracowni rozwoju techniki w reaktywowanym „Protech T”.
W latach 1966–1978 organizował sympozja i wystawy poświęcone branży.

## Publikacje zawodowe
Autor szeregu prac z dziedziny powłok malarskich, w tym kilku rozdziałów w książkach: Poradnik lakiernika (od 1964), Poradnik warsztatowca mechanika (1964) i Produkcja wyposażenia technologicznego dla modernizacji procesów obróbki powierzchniowej przed malowaniem (1964).

## Działalność społeczna w strukturach zawodowych
W latach 1950–1956 był członkiem Zarządu Oddziału Stowarzyszenia Inżynierów Mechaników Polskich (SIMP) w Łodzi, w latach 1957–1959 przewodniczący Sekcji Powłok Ochronnych przy Komisji Postępu Technicznego Zarządu Głównego Naczelnej Organizacji Technicznej (NOT).
W latach 1968–1971 był członkiem Rady Naukowej Instytutu Mechaniki Precyzyjnej, zaś w latach 1967–1978 członkiem Zespołu Ochrony Metali przed Korozją Komitetu Nauki i Techniki. Od 1964 rzeczoznawca SIMP.

## Działalność pozazawodowa w dziedzinie turystyki
Najpełniej realizował się w działalności społecznej w dziedzinie turystyki na wszystkich szczeblach od oddziału miejskiego do Zarządu Głównego. W 1947 został członkiem Polskiego Towarzystwa Tatrzańskiego (PTT). 2 sierpnia 1951 wstąpił do PTTK, w którym przez lata, aż do śmierci pełnił rozliczne funkcje.

### Pełnione funkcje w PTTK
- 1958–1964 członek założyciel i wiceprezes Klubu Turystów Górskich „Kosówka” w Oddziale Łódzkim PTTK
- 1961–1976 członek Oddziałowej Komisji Turystyki Górskiej Oddziału Łódzkiego PTTK
- 1962–1972 wiceprezes Zarządu Oddziału Łódzkiego PTTK
- 1972–1976 prezes Zarządu Oddziału Łódzkiego PTTK
- 1972–1976 wiceprezes Zarządu Okręgu Łódzkiego PTTK
- 1976–1980 prezes Zarządu Wojewódzkiego PTTK w Łodzi
- 1977–1981 członek Zarządu Głównego PTTK
- 1981–1987 wiceprezes Zarządu Oddziału Łódzkiego PTTK
- 1982–1993 prezes Klubu Turystów Górskich „Kosówka”
- 1982–1993 członek Oddziałowej Komisji Turystyki Górskiej Oddziału Łódzkiego PTTK
- 1982–1992 członek Komisji Historii i Tradycji Zarządu Głównego PTTK
- 1987–1989 prezes Zarządu Oddziału Łódzkiego PTTK
- 1989–1998 prezes Rady Prezesów Oddziałów PTTK województwa łódzkiego
- od 1989 honorowy prezes Zarządu Oddziału Łódzkiego PTTK
- od 1991 prezes honorowy Koła PTTK nr 12 w Łodzi przy Centrum Opieki nad b. Więźniami Obozów Koncentracyjnych im. M. Kolbe
- od 1992 wiceprezes Komisji Historii i Tradycji Oddziału Łódzkiego PTTK

### Inne ważne osiągnięcia w działalności organizacyjnej PTTK
- 1958 – członek założyciel Klubu Turystów Górskich „Kosówka” Oddziału Łódzkiego PTTK, a następnie wieloletni jego wiceprezes i prezes,
- od 1958 – kilkakrotny kierownik tras i rajdu oraz wielokrotny zastępca kierownika (do 1999) – Ogólnopolskiego Rajdu „Łysogóry Wiosną”,
- od 1959 – inicjator Rajdu „Łysogóry Jesienią” organizowanego przez KTG „Kosówka”, kierownik trzech pierwszych rajdów i zastępca kierownika wielu następnych aż do 1999,
- 1960 – współorganizator Ogólnopolskiego Zlotu Turystów Górskich w Bieszczadach,
- 1963 – inicjator i kierownik pierwszego rajdu do Dobrej (bitwa pod Łodzią w Powstaniu Styczniowym 1863) z okazji 100 rocznicy powstania. Rajdy odbywają się nadal (organizator Oddział Łódzki PTTK),
- 1963, 1968, 1983, 1988, 1993 – organizator i kierownik Jubileuszowych Zlotów Klubu Turystyki Górskiej „Kosówka”,
- 1963 – jako były więzień „Radogoszcza” w Łodzi był inicjatorem „Rajdu Wyzwolenia”, organizowanego przez Oddział Łódzki PTTK; nadal około 19 stycznia każdego roku (w rocznicę zakończenia okupacji niemieckiej w Łodzi), obecnie jeden z najstarszych rajdów w Polsce, zaczyna się zawsze na terenie obecnego mauzoleum radogoskiego,
- 1967 – inicjator w Oddziale Łódzkim PTTK oraz kierownik pierwszych dziesięciu „Łódzkich Dni Turystyki”. Była to pierwsza w kraju taka impreza wielodyscyplinowa. Inicjatywę tę przejęły później inne miasta w kraju,
- Od 1969 – inicjator i organizator pierwszego w Oddziale Łódzkim PTTK Jubileuszu powstania w Łodzi Oddziału Polskiego Towarzystwa Krajoznawczego (60-lecie). Od tej pory brał aktywny udział (opracowywał referaty i publikacje historyczne) w Jubileuszach, obchodzonych co 5 lat,
- 1973 – inicjator ustanowienia przez Oddział Łódzki PTTK „Łódzkiej Odznaki Turystycznej” oraz autor regulaminu tej odznaki,
- 1976 – inicjator ustanowienia przez Zarząd Wojewódzki PTTK w Łodzi „Łódzkiej Odznaki Krajoznawczo – Turystycznej”,
- 1977 – jako prezes Zarządu Wojewódzkiego w Łodzi przeniósł do tego Zarządu organizację Łódzkich Dni Turystyki, przez co impreza otrzymała zasięg wojewódzki,
- 1979 – inicjator zorganizowania w Łodzi, przez Zarząd Wojewódzki PTTK, Ogólnopolskich Dni Turystyki w Łodzi – kierownik tej imprezy. Współautor wydawnictwa 70 lat społecznej turystyki i krajoznawstwa w województwie łódzkim oraz wystawy „70 lat społecznej turystyki i krajoznawstwa w województwie łódzkim”,
- 1979 – Organizator Ogólnopolskiej Sesji Młodzieżowej „Turystyka w Szkole”,
- 1981–1982 autor scenariusza i organizator wystawy stałej dotyczącej turystyki w powstałym w 1982 Muzeum Sportu i Turystyki w Łodzi (oddziału Muzeum Miasta Łodzi). Członek Rady Programowej tego muzeum. Autor Kalendarium Historii Turystyki i Krajoznawstwa w województwie łódzkim,
- 1983–1992 inicjator i kierownik dziesięciu Rajdów Sądeckich im. Aleksandra Siemiradzkiego „Wujcia”, pierwszego prezesa „Kosówki”.
- 1985 – inicjator umieszczenia w Muzeum Górskim na Jaworzynie Krynickiej tablicy z życiorysem i fotografią Aleksandra Siemiradzkiego
- 1989–1990 inicjator i z ramienia Oddziału Łódzkiego PTTK organizator odbudowy zabytkowej kapliczki na Bukowej Górze w Górach Świętokrzyskich. Otrzymał za to działanie nagrodę III stopnia Przewodniczącego Komitetu ds. Młodzieży i Kultury Fizycznej,
- 1990 – założyciel Koła PTTK w Łodzi przy Centrum Opieki nad b. Więźniami Obozów Koncentracyjnych im. M. Kolbe.

### Autor opracowań i publikacji turystycznych
Był autorem wielu opracowań programowych i historycznych, w tym wielu artykułów historycznych publikowanych w różnych latach od 1959, w różnych numerach w Biuletynie PTTK Łódź (istnieje do dziś, nosi nazwę: Kwartalnik Krajoznawczy RPK PTTK w Łodzi „Wędrownik”, w 2009 ukazał się 400. numer) np.
- 80 lat od śmierci Jana Czeraszkiewicza, Wędrownik nr I (379) 2004 s. 52.

Był także autorem kilku opracowań z historii PTT i PTTK w Łodzi publikowanych przez Łódzki Oddział PTTK im. Jana Czeraszkiewicza np.
- 130 lat TT – PTT – PTTK Zarys historii Oddziału Łódzkiego Polskiego Towarzystwa Tatrzańskiego, Łódź 2003; wyd. II 2010, ISBN 978-83-86699-64-3.
- 50 lat Oddziału Łódzkiego Polskiego Towarzystwa Turystyczno – Krajoznawczego, Łódź 2001,
- 70 lat społecznej turystyki i krajoznawstwa w województwie łódzkim, praca zbiorowa pod red. Kazimierza Hempla, Łódź 1979 (współautorstwo),
- Historia Oddziału Łódzkiego PTTK. Część III. Polskie Towarzystwo Krajoznawcze Oddział Łódzki 1945–1951, Łódź, 1998,.

## Odznaczenia

### Odznaczenia państwowe
- Srebrny Krzyż Zasługi,
- Złoty Krzyż Zasługi,
- Krzyż Kawalerski Orderu Odrodzenia Polski,
- Medal 30-lecia Polski Ludowej
- Medal 40-lecia Polski Ludowej
- Krzyż Oświęcimski

### Odznaczenia resortowe
- Odznaka 100-lecia Sportu Polskiego,
- Odznaka „Zasłużony Działacz Turystyki”,
- Złota Odznaka „Za zasługi dla rozwoju przemysłu maszynowego”,
- Odznaka „Zasłużony Działacz Kultury”,
- Nagroda III st. Przewodniczącego Komitetu ds. Młodzieży i Kultury Fizycznej.

### Odznaczenia Władz Terenowych
- Odznaka „Za Zasługi w Kulturze Fizycznej i Turystyce” Łódź,
- Honorowa Odznaka Miasta Łodzi,
- Honorowa Odznaka Województwa Łódzkiego,
- Medal „Za Zasługi w Turystyce” Wojewódzki Komitet Kultury Fizycznej i Turystyki w Kielcach,
- Medal „Za Zasługi w Rozwoju Sportu, Rekreacji i Turystyki” Wojewódzka Rada Związków Zawodowych w Łodzi,
- Odznaka „Zasłużony Działacz Frontu Jedności Narodu”.

### Odznaczenia PTTK
- Dyplom Honorowy ZG PTTK 1960 w X rocznicę powstania PTTK,
- Złota Honorowa Odznaka PTTK,
- Dyplom w 60 Rocznicę Łódzkiego Oddziału Polskiego Towarzystwa Krajoznawczego PTK,
- Dyplom Komisji Turystyki Górskiej ZG PTTK za wybitne zasługi w rozwoju turystyki górskiej,
- Odznaka 25 lat w PTTK 1976,
- Odznaka „Za zasługi dla Oddziału Łódzkiego PTTK” 1979,
- Odznaka „Za zasługi dla Zarządu Wojewódzkiego PTTK w Łodzi” 1980,
- Złota Odznaka Zasłużony w pracy PTTK wśród młodzieży 1983,
- Wpis do „Księgi Honorowej Oddziału Łódzkiego PTTK” 1985,
- Honorowa Jubileuszowa GOT 1985,
- Członek Honorowy Klubu Turystów Górskich „Kosówka” 1988,
- Honorowy Prezes Oddziału Łódzkiego PTTK 1989,
- Członek Honorowy PTTK 1989,
- Honorowy Prezes Koła PTTK nr 12 przy Centrum Opieki nad b. Więźniami Obozów Koncentracyjnych im. M. Kolbe 1991,
- Dyplom Zarządu KTG „Kosówka”.
- Odznaka Jana Czeraszkiewicza w stopniu złotym Oddziału Łódzkiego PTTK 1994,
- Medal 125-lecia TT – PTT – PTTK Komisji Turystyki Górskiej ZG PTTK 1998,
- Złota Honorowa Odznaka im. M Kolbe (Pabianice) 1999,
- Medal 50-lecia PTTK 2000,
- Medal Komisji Turystyki Górskiej ZG PTTK „Za Zasługi dla Turystyki Górskiej” 1997.

## Miejsce spoczynku
Zmarł w Łodzi 20 września 2007. Pochowany na Starym Cmentarzu przy ul. Ogrodowej w Łodzi.